# سرخیو کاستانو
سرخیو کاستانو (انگلیسی: Sergio Castaño؛ زادهٔ ۲ فوریهٔ ۱۹۸۲) بازیکن فوتبال اهل اسپانیا است.
از باشگاه‌هایی که در آن بازی کرده‌است می‌توان به باشگاه فوتبال خرز اشاره کرد.